# Ladányi Júlia
Ladányi Júlia (Veszprém, 1995 –) magyar színésznő. 

## Életpályája
Gyermekkorát Hajmáskéren töltötte. Tizenkét évesen szerepelt már a Veszprémi Petőfi Színházban. A budapesti Vörösmarty Mihály Gimnáziumban érettségizett. 2014–2019 között a Színház- és Filmművészeti Egyetem zenés színész szakos hallgatója volt. 2019-től a székesfehérvári Vörösmarty Színház tagja.

## Fontosabb színházi szerepei
- A négyszögletű kerek erdő (Budaörsi Latinovits Színház, 2019)
- Élektra (Budaörsi Latinovits Színház, 2019)
- Énekes madár (Pécsi Nemzeti Színház, 2018)
- Pokémon go (Rózsavölgyi Szalon, 2018)

## Filmes és televíziós szerepei
- Felkészülés meghatározatlan ideig tartó együttlétre (2020) ...Fanni
- Ítélet és kegyelem (2021)
- Tündérkert (2023) ...Kendiné